# Fajáns

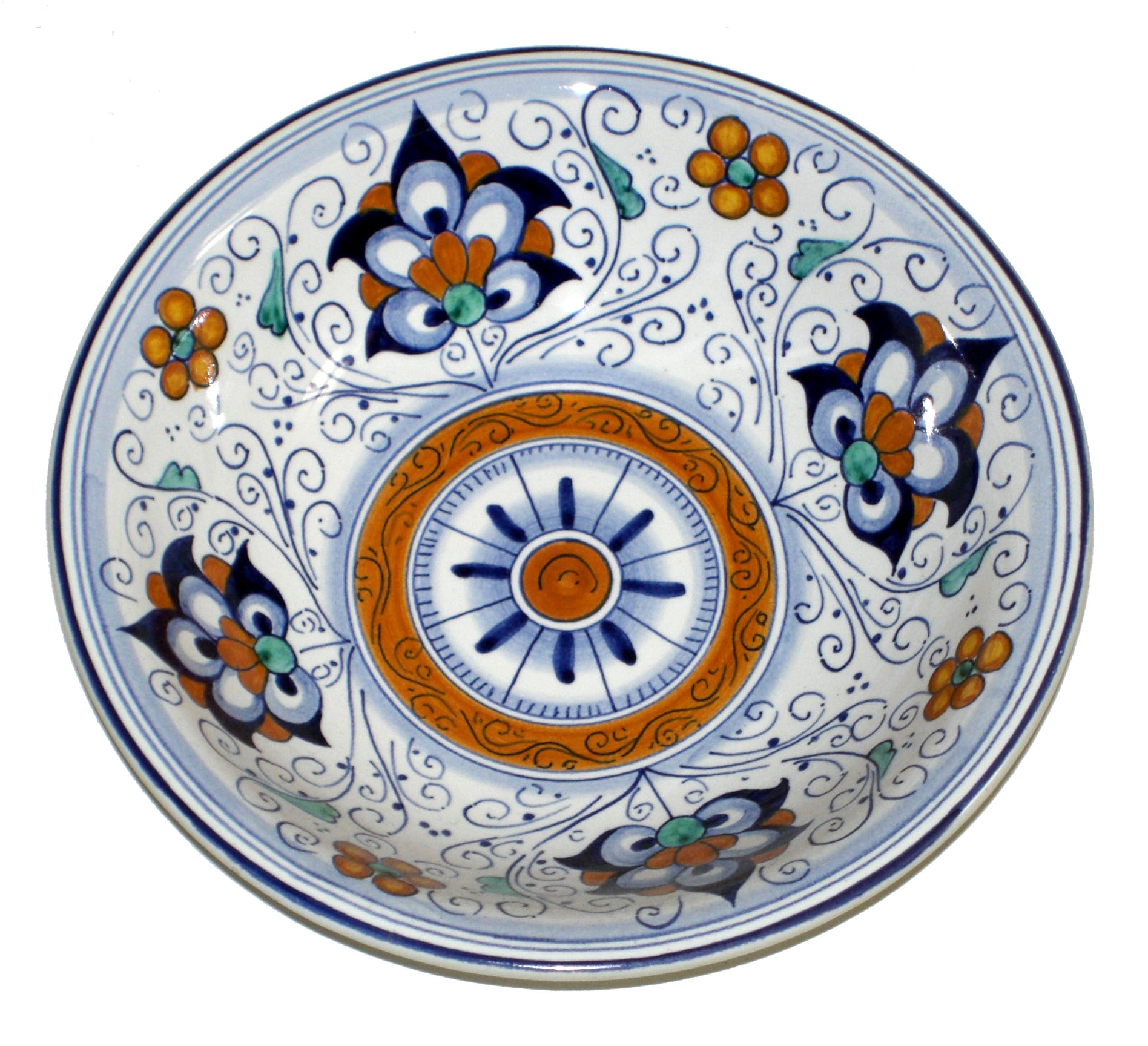
Tradiční fajáns z města Faenza

Fajáns (z franc. faïence, it. Faenza) je proslavený druh hrnčířských výrobků nažloutlé nebo načervenalé barvy, které jsou pokryty bílou neprůhlednou glazurou. Jsou považovány za jemnou keramiku, proto vzhledem často připomínají porcelán.

## Výroba
Jemná hmota k jejich výrobě se dobře vytáčí na hrnčířském kruhu a pak vypaluje při teplotě 1100 stupňů Celsia. Po ochlazení jsou výrobky glazovány a ještě jednou vypáleny při teplotě asi 900 °C. Malovaný dekor se nanáší buď před glazováním (barvy vysokého žáru), nebo až na hotové vypálené kusy. V tom případě jde o tzv. muflované barvy a výrobek se slabě vypaluje ještě potřetí.

## Historie

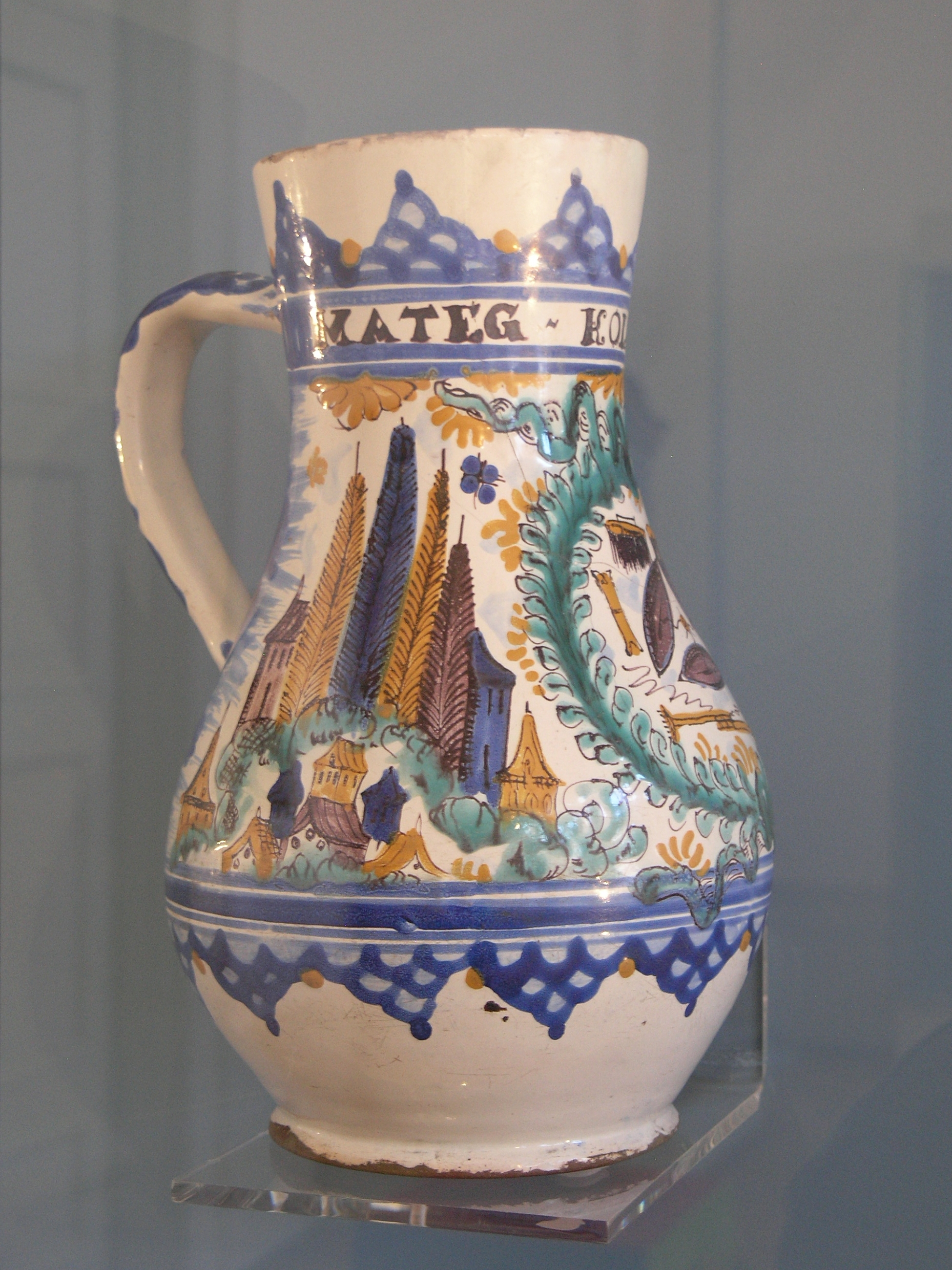
Fajánsový džbán

V Egyptě a Mezopotámii byla rozvíjena výroba glazovaných výrobků již 4 000 let př. n. l.; nejstarší známé hliněné glazované (fajánsové) nádobí na světě pochází z Egypta, z období 3300 př. n. l."Fajáns, často také zvaná egyptská pasta, která se používala pro vytvoření modrého nebo zeleného lemování, se získávala z přirozeně se vyskytujícího kamene, uhličitanu sodného. Ten obsahoval rozpustný sodík a po vysušení předmětu zanechal tenkou vrstvu křemene, který vytvořil glazurovaný povrch. Kolem roku 1600 př. n. l. se glazurování dále rozvíjelo až po zdobení nádob, sošek a dlaždic. Efekt lesklého glazurování se později používal i pro imitaci kovů."
V Evropě (Bulharsko) nalézáme importovaný fajáns z hellénistického období Egypta - z období 100 let př. n. l. V západní Asii se fajáns objevila v 5. století, prostřednictvím Maurů se dostala do Španělska a odtamtud do Itálie. V Itálii se od roku 1466 vyráběla ve městě Faenza (odtud název fajáns), dále v Urbinu a ve Florencii.
V 17. století až 18. století se výroba fajánse dostává z Itálie do Francie a Nizozemska. Holandská modrobílá fajáns, která se začala vyrábět v Delftu, měla velký úspěch ve světě. Francie vděčí za rozkvět fajánse králi Slunce, Ludvíku XIV. Ten poté, co ho finančně vyčerpala nákladná válečná tažení, nechal roztavit své zlaté a stříbrné nádobí a nahradil je nádobím z fajánse.
V Německu byly založeny fajánsové manufaktury v Hanau, Hamburku, Ansbachu a v Bayreuthu kolem roku 1660. Od začátku 19. století začíná výrobu fajánse vytlačovat porcelán a anglická kamenina.
První glazury se rozvíjely kolem roku 4000 př. n. l. v Egyptě nebo v Mezopotámii.

## Habánská fajáns
U nás ji vyráběli Habáni zhruba 140 let od konce 16. do 30. let 18. století.
Poté splynula s lidovou keramikou moravskou a slovenskou. Vliv italské renesance je u habánské fajánse patrný v šálech, soudcích, džbánech se střídmou heraldickou nebo rostlinnou dekorací.
Nejstarší manufakturu na výrobu fajánse na území habsburské monarchie v Holíči založil roku 1743 František Štěpán Lotrinský, manžel české a uherské královny Marie Terezie.

## Majolika
Této keramice v období italské renesance se rovněž říká majolika podle jména ostrova Mallorca, přes který vedla obchodní cesta španělské fajánse do Itálie. V současné době se termín majolika používá i jako obecný název pro všechny keramické výrobky s cíničitou glazurou včetně delftské fajánse, francouzské fajánse atd.